# 成田参詣
成田参詣（なりたさんけい）とは、江戸時代に起こった成田山新勝寺への個人参詣。江戸で人気の歌舞伎役者だった市川團十郎が成田不動に帰依して「成田屋」の屋号を名乗り、不動明王が登場する芝居を打ったことや、江戸から近接な距離であったこともあり、庶民の信仰を集めたという。成田参り、成田詣り（なりたまいり）ともいう。
江戸時代より、成田講が各地で組織され、現在でも講は存在し、講元を中心に成田参詣をしている。